# Stephen Vreden
Stephen G. S. Vreden (30 november 1955) is een Surinaams medisch wetenschapper. Na een studie aan verschillende universiteiten in Nederland slaagde hij in 1994 voor zijn doctorstitel. Hij is als infectioloog verbonden aan het Academisch Ziekenhuis Paramaribo en is tijdens de coronacrisis in Suriname als specialist verbonden aan het COVID-19 Crisis Management Team.

## Biografie
Vreden studeerde geneeskunde aan de Erasmus Universiteit Rotterdam en voltooide zijn studie in interne geneeskunde aan het UMC St Radboud. Daarna studeerde hij infectiologie aan de Universiteit Leiden. Hierna breidde hij zijn onderzoek aan het St Radboud uit naar onder meer malaria, vaccins, veldonderzoek in Tanzania en immunologie bij dieren. Uit zijn onderzoek kwam in 1994 zijn proefschrift voort, over de rol van Kupffer-cellen bij malaria.
Sinds januari 1996 werkt hij in Suriname als internist-infectioloog, eerst bij het Diakonessenhuis en daarna bij het Academisch Ziekenhuis Paramaribo (AZP). Zijn aandacht ging uit naar de aanpak malaria, die aanvankelijk nog wijd verspreid was in het binnenland, en hiv/aids die de Surinaamse gezondheidszorg ook voor een grote uitdaging stelde. Na zijn overstap naar het AZP werd hij coördinator van de Centre of Excellence (COE) voor infectieziekten.
Tijdens de coronacrisis in Suriname is hij verbonden aan het COVID-19 Crisis Management Team. Terwijl de regering de hoop had gevestigd op 2.100 ampullen Interferon alfa-2b uit Cuba, liet Vreden weten dat ze ongeschikt zijn als medicijn tegen COVID-19. Vreden houdt daarnaast controle over de coronapatiënten. Hij waarschuwde dat wanneer Surinamers zich niet aan de maatregelen houden, er naar schatting 4.500 patiënten in het ziekenhuis belanden en rond de 560 zullen overlijden.

## Onderscheidingen
In 2020 werd hij benoemd tot Commandeur in de Ereorde van de Palm. In 2021 ontving hij de Rotary Vocational Excellence Award.